# Skulpturenpark Artpark

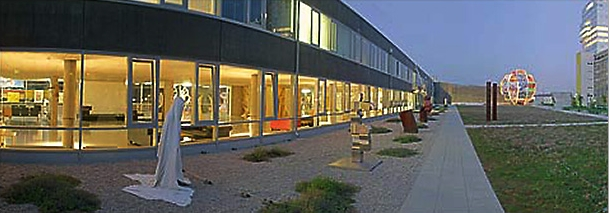
Skulpturenpark Artpark Linz, 2006

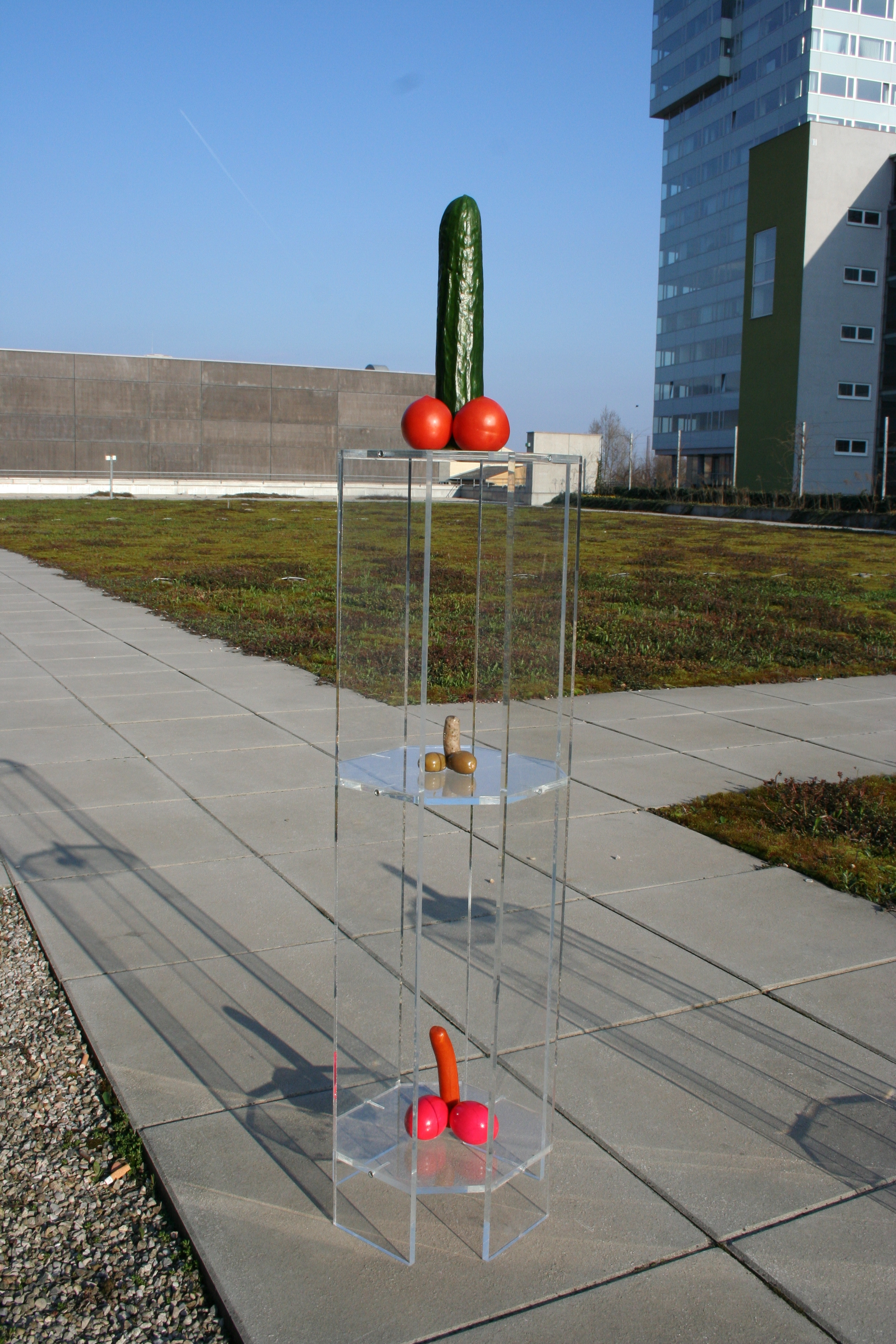
Drei Readymades von Martina Schettina, 2009

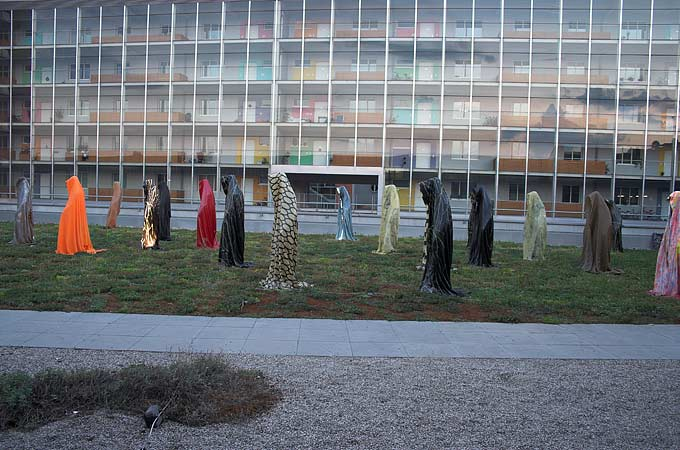
Skulpturenpark Artpark Linz mit Blick auf ein benachbartes Wohnhaus, 2008

Der Skulpturenpark Artpark ist ein über 5.000 m² großer Skulpturenpark im Makartviertel in Linz, der von 22 Künstlern gestaltet wurde.

## Lage
Der Skulpturenpark ist ein innerstädtischer Skulpturengarten. Er befindet sich auf dem Dach des Einkaufs- und Dienstleistungscenters Lenaupark City im Makartviertel, einem statistischen Bezirk von Lustenau. Er ist die einzige Kulturinstitution des Stadtteils Lenaupark. Das Stadtteilentwicklungsprojekt Lenaupark ist mit 43.000 m² Projektfläche das größte innerstädtische Projekt in Österreich außerhalb Wiens.

## Geschichte und Konzeption
Für das 43.000 m² große Areal rund um den ehemaligen Frachtenbahnhof wurde 2004 das Regionalentwicklungsprojekt Lenaupark ins Leben gerufen. Ein Jahr später wurde das Einkaufs- und Dienstleistungszentrum Lenaupark City eröffnet. Der nahe wohnende Bildhauer und Fotograf Manfred Kielnhofer hatte die Idee, dem Stadtteil auch einen kulturellen Beitrag beizufügen. Er versammelte einige Künstlerkollegen um sich und gründete den Artpark, der sich die kulturelle Belebung dieses sonst durch Wohnungen, Büros und Handels- sowie Dienstleistungsbetrieben dominierten Viertels zur Aufgabe macht. Die Eröffnung fand 2006 statt, seither wird der Freiluft-Skulpturengarten jährlich um einige Skulpturen erweitert.
2006 entstand vor Ort die Integrationsweltkugel mit einem Durchmesser von 12,5 Metern. Die Großinstallation wiegt 24 Tonnen und besteht aus einem Stahlgerüst und 580 m² Leinengewebe.
Im Kulturhauptstadtjahr 2009 wurde das Projekt Eröffnung des Skulpturengartens 2009 abgelehnt. Der Sender LT1 widmete der Skulpturenpark-Eröffnung einen Beitrag mit fünf Künstler-Interviews.
Es sind Arbeiten unter anderem von Jonathan Borofsky, dEmo (Eladio de Mora), Manfred Kielnhofer, Robert Mittringer, Arnold Pichler, Erwin Reiter, Martina Schettina, Manfred Schöller, Pinuccio Sciola und Gerhard Wünsche zu sehen. Vom 2009 verstorbenen Künstler Willi Kern besitzt der Skulpturenpark mehrere Plastiken, darunter eine überdimensionale Venus von Willendorf, gefertigt aus tausenden 1-Schilling-Münzen.
Die Verwirklichung dieses Skulpturengartens kam durch die Hilfe von Sponsoren, Leihgaben von Künstlern und Kuratoren sowie durch Förderungen des Landes Oberösterreich und der Stadt Linz zustande. Die Betreuung obliegt dem Verein Artpark.

## Liste der Skulpturen (Auswahl)
- Carlos Anglberger: Die fünf Buchstaben, 5 Teile, Beton, 2006–2008
- Jonathan Borofsky: Zahlen, Beton, je ca. 50 × 100 × 30 cm.
- dEmo (Eladio de Mora), bears. Polyester.
- Willi Kern, Venus, Keramik, ca. 250 cm hoch, 2006.
- Manfred Kielnhofer, Wächter, Gips und Polyester ca. 200 cm hoch. 2007.
- Manfred Koutek,Stopp, Baustellengitter, bemalt. ca. 80 × 300 cm. 2009.
- Christoph Luckeneder: Lichtkakteen.
- Robert Mittringer: Ohne Titel, 120 × 300 × 30 cm
- Arnold Pichler: Speerspitze 60 × 100 × 120 cm, Edelstahl und Stahl, 2007
- Martina Schettina, Gurke mit Tomaten. Readymade. Lebensmittel, Acrylsockel. Größe: ca. 100 cm. 2009
- Manfred Schöller: Lichtbogen-Nichtbogen 250 cm hoch, Metall, 2007
- Der Steiner, love=hate (Nullgleichung), Beton,
- Der Steiner: Kisses for me Eisen, 200 × 180 cm, 2007
- Erwin Reiter: Tänzer, Edelstahl, 140x140x220 cm
- Gerhard Wünsche: Die Königin, Beton auf Sockel, 60 × 60 × 280 cm, 2006

## Abbildungen

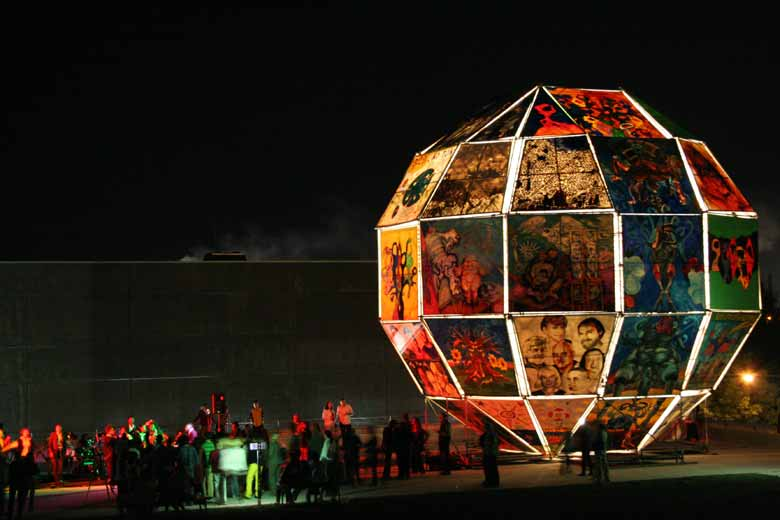
Integrationsweltkugel 2006
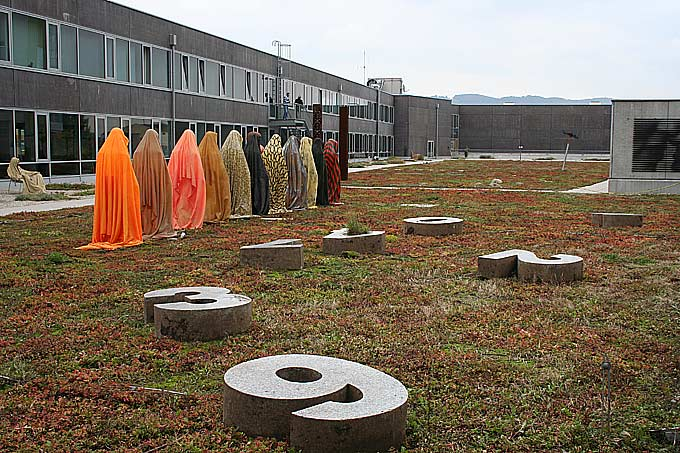
Zahlen von Jonathan Borofsky 2009
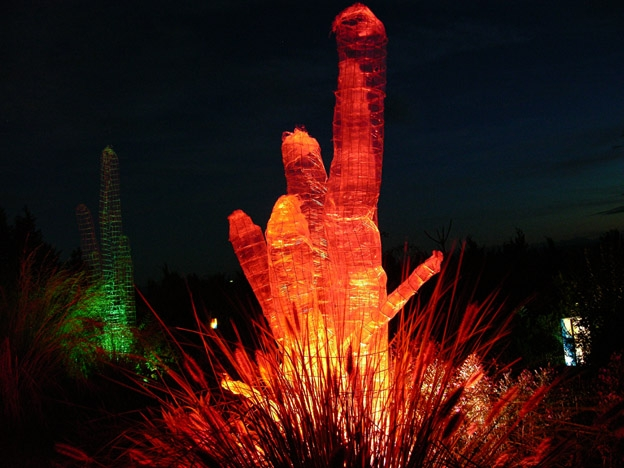
Lichtkakteen von Christoph Luckeneder 2009
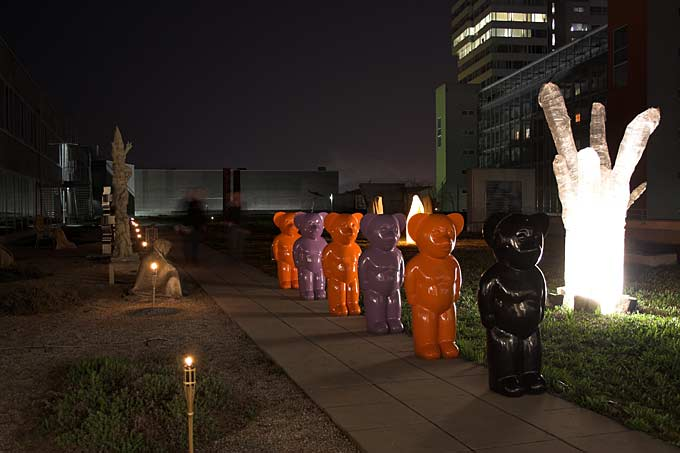
Bears von dEmo 2009
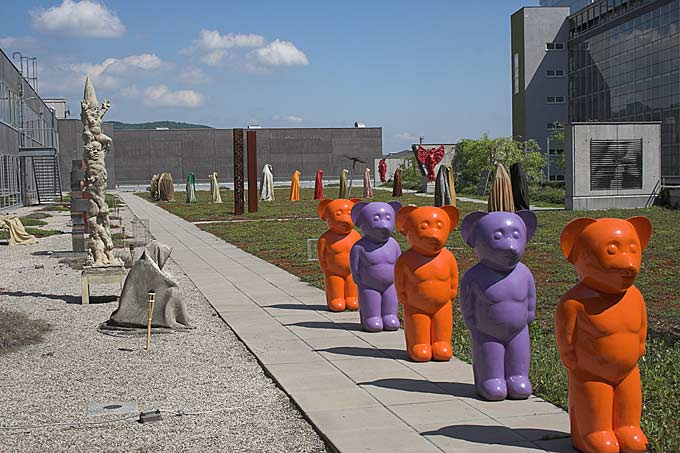
Bären von dEmo im Skulpturenpark Artpark, 2009
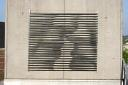
Kisses for me von Der Steiner 2007
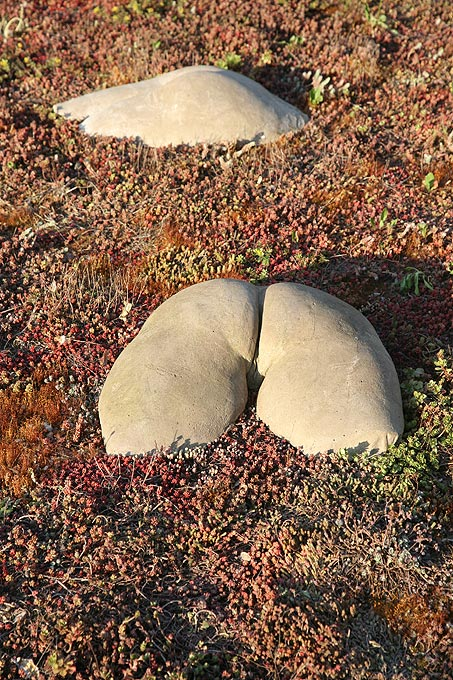
Fünf Buchstaben von Carlos Anglberger, 2006–2008
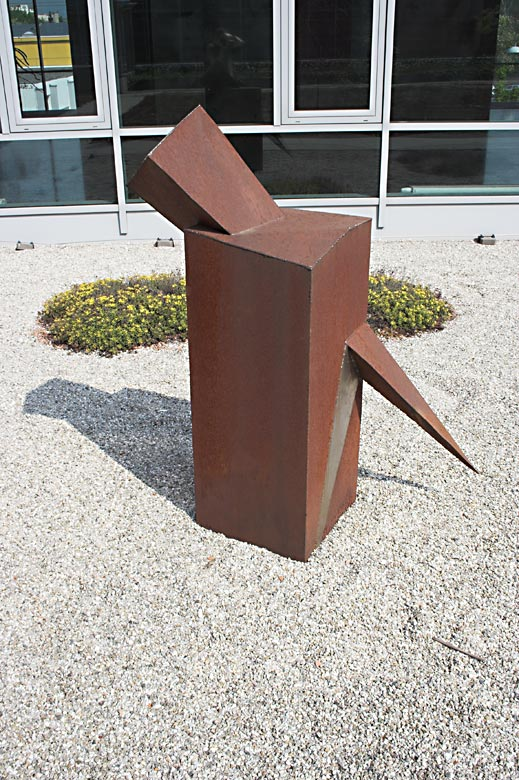
Speerspitze von Arnold Pichler 2007
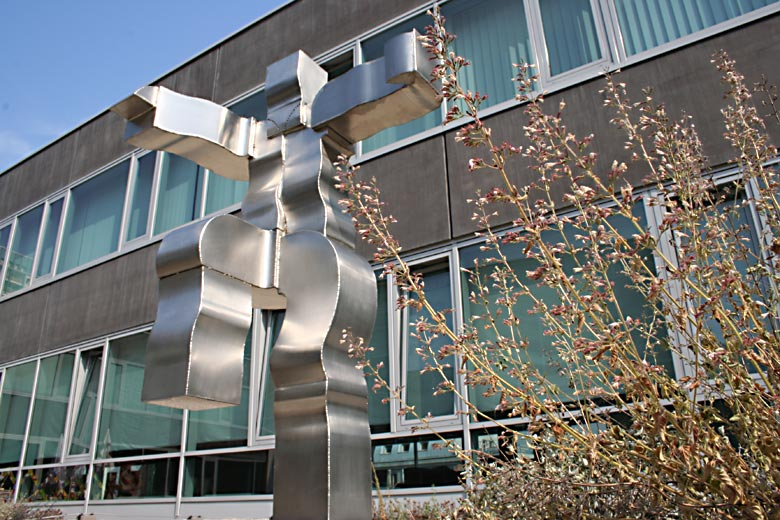
Tänzer von Erwin Reiter, 2008
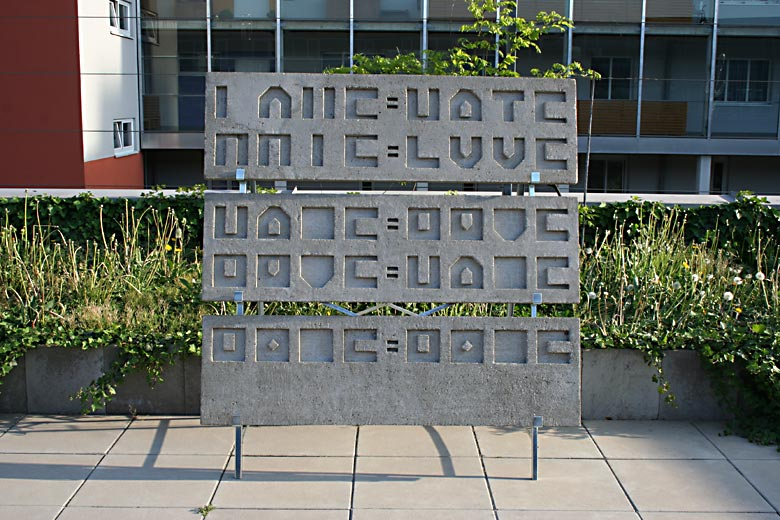
love=hate von Der Steiner, 2008
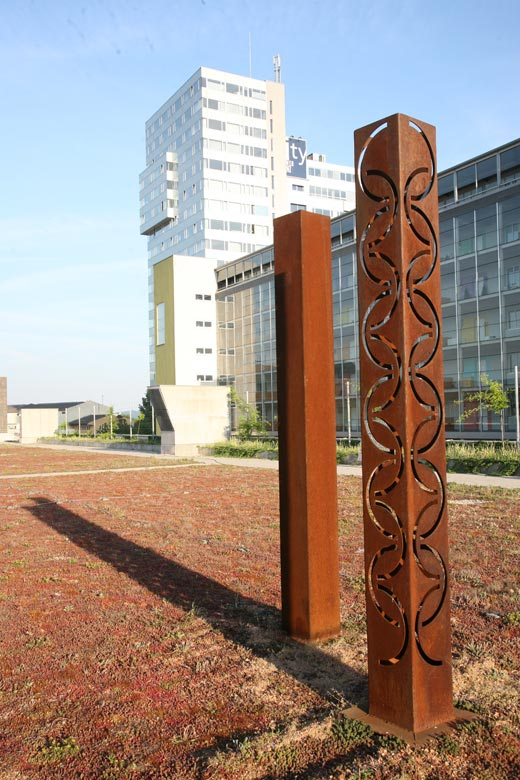
Lichtbogen-Nichtbogen von Manfred Schöller 2007
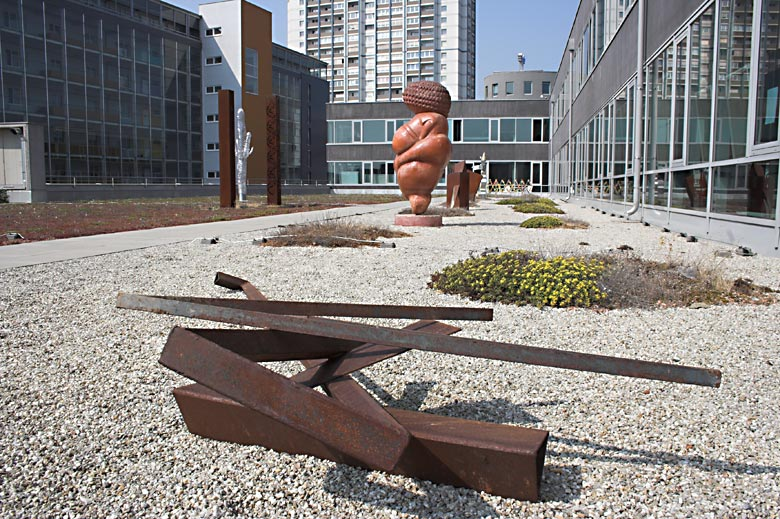
Ohne Titel von Robert Mittringer und Venus von Willi Kern 2006

## Veranstaltungen
Jährlich am 1. Mittwoch im April wird die neue Saison des Skulpturenparks mit einer Eröffnungsveranstaltung begrüßt. Dabei werden die Neuzugänge der Sammlung vorgestellt.
Die Mitglieder des Kunstvereins Artpark, darunter Tänzer, Choreografen und Musiker gestalten diesen Tag.
Der Skulpturenpark kann von April bis Oktober zu den Öffnungszeiten kostenlos besucht werden.